# Коретно
Коретно (словен. Koretno) — поселення в общині Шмарє-при-Єлшах, Савинський регіон, Словенія. 
Висота над рівнем моря: 324,3 м.